# Індивідуальний перев'язувальний пакет

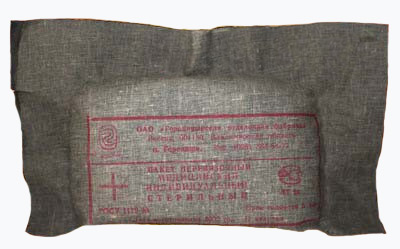
Індивідуальний перев'язувальний пакет ІПП-1 радянського виробництва

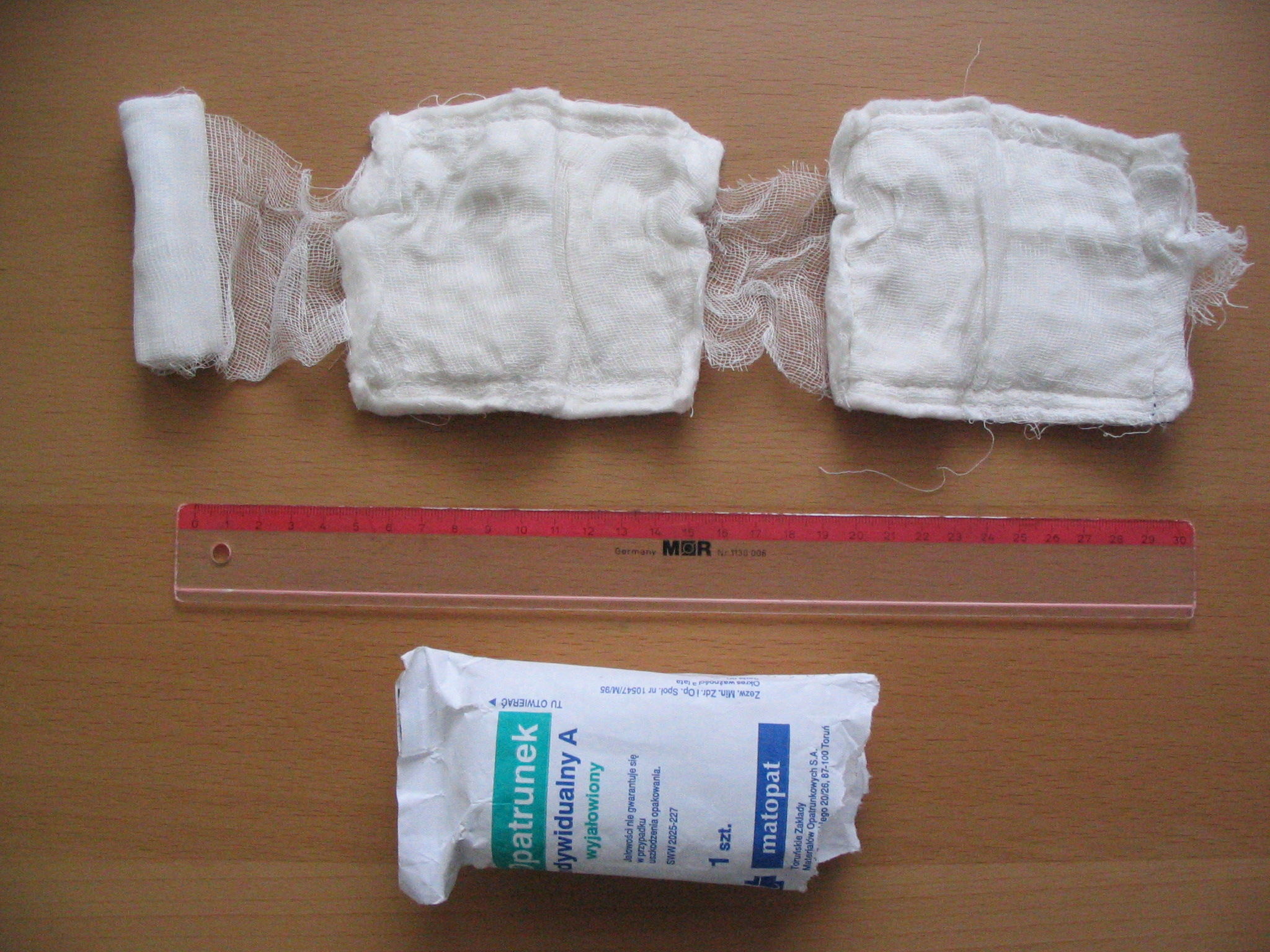
Пакет перев'язувальний індивідуальний польського виробництва (в розкритому вигляді)

Пакет перев'язувальний індивідуальний (абревіатура ППІ) — засіб надання першої медичної допомоги при пораненнях і опіках.

## Огляд
У бойовій обстановці ППІ є на спорядженні кожного військовослужбовця. У воєнний і мирний час запас ППІ потрібно мати в санітарних сумках, на постах та пунктах медичної допомоги. Вміст ППІ стерильно, складається з бинта (10 см × 5 м) і двох ватно-марлевих компресів-подушечок розміром одна 18 см × 16 см, яка пришита до бинта біля його вільного кінця, іншу можна пересувати вздовж бинта, має розміри 16 см × 16 см. Бинт компактно складений і загорнутий в пергаментний папір, в складку якої зовні вкладена безпечна шпилька. Згорток укладений у зовнішню оболонку з прогумованої тканини (яка може бути використана як оклюзійна наліпка), герметичну і непромокальну, стійко зберігає стерильність вмісту. На оболонці надрукована коротка інструкція і дата виготовлення ППІ.
Абревіатуру ППІ часто плутають з ІПП (Індивідуальний протихімічний пакет). Але за час війни така назва стала іменем називним, оскільки протихімічні пакети за час російсько-української війни з 2014 не використовувались. Але напис на пакуванні дає однозначну інтерпретацію.
В Україні існують ППІ власного виробництва. Найпростіший з них запакований в паперове пакування, з ниткою для швидкого відкриття. В середині становить собою марлевий бинт розміру, до якого пришита ватна подушка. Також існують варіанти з двома подушками, обидві з яких нерухомо вшиті. Також існують сучасні українські розробки, які доступні на ринку, як, наприклад ІППК (Індивідуальний перев'язувальний пакет кровоспинний), що має аплікатор тиску як у «Ізраїльському» бандажі.

## Спосіб застосування
Розірвати прогумовану оболонку пакета по надрізу крайки, витягнути паперовий згорток, вийняти шпильку та розгорнути папір. Потім однією рукою взяти кінець бинта, іншою — його скатку і розвести руки так, щоб подушечки розвернулися і розправилися. Торкатися руками подушечок можна лише з боку, позначеного кольоровою ниткою. Зворотна сторона повинна залишатися стерильною. При накладанні пов'язки, подушечки стерильною стороною накладають на рану або опік у два шари (одна на іншу) або поруч (в один шар), якщо рана (площа опіку) велика. При наскрізному пораненні один отвір закривають нерухомою подушечкою, інший — рухомою, що переміщується по бинту. Подушечки прибинтовують і кінець бинта закріплюють шпилькою.
У разі потреби пакування з прогумованої тканини може бути використане для герметизації ранових каналів (наприклад, при проникному пораненні грудної порожнини). В цьому випадку воно накладається на рану стерильною (внутрішньою) стороною.
Перев'язувальні пакети із пошкодженою зовнішньою оболонкою для накладання асептичної пов'язки непридатні.

### Відео
- Індивідуальний перев"язувальний пакет, ІПП, виробництва СРСР

| Медицина | Це незавершена стаття з медицини. Ви можете допомогти проєкту, виправивши або дописавши її. |